# Музика Аустрије
Беч је био важан центар музичких иновација. Композитори из 18. и 19. века доселили су се у град због покровитељства Хабзбурга и тако учинили Беч европском престоницом класичне музике. Јозеф Хајдн, Волфганг Амадеус Моцарт, Лудвиг ван Бетовен, Франц Шуберт и Јохан Штраус, између осталог, били су повезивани са Бечом. Током барокног периода, словеначки и мађарски народни облици утицали су на аустријску музику. Беч је почео да добија статус културног центра почетком 16. века и музикал је била фокусирана око разних инструмената укључујући лауту.

## Јодловање
Јодловање је начин певања који подразумева брзу и поновљену промену висине тонова одређене песме. Развијено је на Алпима.

## Рок и поп музика
Фалко је био најпопуларнији аустријски соло уметник током осамдесетих година. Његова песма „Rock Me Amadeus“ била је хит број један на Билборд хот 100 29. марта 1986. Његова изненадна смрт 1998. године у Доминиканској Републици учинила је његову музику из 1980-их поново популарном.
Иако Аустрија није баш највећи извозник интернационалних рок и поп-бендова, постоји неколико значајних музичара и бендова. Бенд Опус се такође нашао на светским листама, такође. У последњих неколико година, неколико музичких група обишло је Европу и имало комерцијални успех на међународним листама. Најистакнутија је Кристина Штурмер. Бенд SheSays, који је подржавао Брајана Адамса на његовој европској турнеји и још неколико бендова попут АОР и Корнерстоун, познати су по својим недавним доприносима.
Кристијан Фенес је аустријски електронски музичар. Други аустријски електронски музичари су Дер Блутарш, који су активни на Неофолк сцени, као и Штурмперхт. Бубњар Томас Ланг је рођен 1967. године у Бечу и свирао је са уметницима као што су Роберт Фрип, Џери Халивел и Роби Вилијамс. Годишњи музички фестивал и конференција Waves Vienna одржава се у сваке године у октобру. То је фестивал изложбе европске поп музике.

## Савремена класична музика
Бечка филхармонија је светски познати ансамбл класичне музике и туре током целе године широм света. Њихов Новогодишњи концерт одржава се у Бечу сваке године у Музикферајну и то је један од најважнијих класичних концерата у Европи током године.

## Електронска музика
У Аустрији постоји витална сцена електронске музике. Она укључује групе и уметнике као што су Паров Стелар, Бернард Флајшман, Крудер и Дорфмајстер и Електро Гузи. Бенд Драм 'ен' Бејс такође има добру репутацију, са међународно успешним уметницима као што су Камо & Крукед, Дисацт и Мефјус.

## Нова немачка тврдоћа
Бенд Нова немачка тврдоћа је најпопуларнија у Аустрији и на осталим територијама немачког говорног подручја. Значајни бендови су и Шталхамер и Л'Аме Имортеле, који су имали неке међународне успехе. Немачки бенд Самсас Траум налази се сада у Аустрији.

## Аустријске музичке награде

### Међународно графофонско такмичење Колумбија рекордса 1928. године
Међународно графофонско такмичење Коламбија рекордса 1928. године било је такмичење које је спонзорисала Коламбија рекордс у част стогодишњице смрти Франца Шуберта. Његов изворни циљ био је да подстакне композиторе да креирају завршетак Шубертове "Недовршене симфоније", али су правила измењена неколико пута, како би се омогућило подношење оригиналних симфонијских дела. Прелиминарни кругови су оцењивани на основу земље или подручја, а победнички радови на овом нивоу су затим прослеђени на завршну процену за светску награду која се одржала у Бечу. Значајни композитори који су освојили награде у категоријама земаља укључују Британца Хавергала Бриана, Пољака Чеслава Марека и Аустријанца Франца Шмита, али је главна награда, након полемике међу судијама, додељена шведском композитору Курту Атербергу за његову Шесту симфонију.

### Аустријска музичка награда Амадеус
Аустријска музичка награда Амадеус је годишња церемонија доделе награда за изврсност у аустријској музичкој индустрији. Награђује најуспешније аустријске музичаре од 2000. године, а одржава се у Народном позоришту у Бечу сваког марта од 2012. године. То је аустријски еквивалент Греми награди. Награде се могу доделити сваком музичару који има држављанство Аустрије или који је направио своју каријеру у Аустрији. Од 2016. године постоји 19 категорија.

### Златна медаља Франца Шалка
Златна медаља Франца Шалка је одлика Бечке филхармоније која се додељује од 1963. године. Назив је добила по диригенту, првом директору Бечке државне опере и суоснивачу Салцбуршког фестивала Францу Шалку, чији је 100. рођендан прослављен 1963. године.

### Награда Херберт фон Карајан
Додељује се награда музичарима чија изванредна уметничка достигнућа су добила светско признање и за младе уметнике. Први пут је додељена 2017. године у оквиру Салцбуршког ускршњег фестивала. Додељена награда је износила 50.000 евра. Награду додељује Елиете фон Карајан на годишњем нивоу.

### Музичка награда Херберт фон Карајан
Награђују се важне личности са међународне музичке сцене. Награду је финансирала фондација породице Херберт фон Карајан Хелибеле.

### Медаља Лили Леман
Медаља Лили Леман је награда коју додељује Међународна фондација Моцартеум, названа у част сопрана Лили Леман.

### Медаља Моцарт (Моцартеум)
Медаља Моцарт је награда коју је организовала Међународна Фондација Моцартеум. Добила је име по Волфгангу Амадеусу Моцарту. Медаљу је могуће освојити као: злато, сребро, бронза. Награђивала се од 1963. до 1999. године.

### Салцбуршка Музичка Награда
Награђује се за животни рад једног од изванредних композитора нашег времена. Била је међународна награда коју је додељивала влада Салцбурга.

### Бечки музички сат
Бечки музички сат је награда Удружења Моцарта из Беча за значајне радове бележења Моцартових дела.

## Евровизијски успех
Године 2014. Кончита Вурст победила је на песми Евровизије представљајући Аустрију. Кончита Вурст је драг квин коју имитира Томас "Том" Нојвирт, што је изазвало неку контроверзу. Након победе, 60-годишњица Евровизије одржана је у Бечу 2015. године. Ово је друго такмичење Евровизије које се одржало у Аустрији; Прво је било 1967. године, након победничке песме "Хвала, драга" коју је певао Удо Јиргенс.

## Аустријски музичари
А
- Јохан Џорџ Албрехцбергер, композитор и музички теоретичар.
- Август Вилхелм Амброс, композитор (19. век).
- Волфганг Амброс, певач (Аустропоп).
- Готфрид фон Ајнем, композитор 20. века.
- Николаус Арнонкур, познати савремени диригент, углавном из ране музике.

Б
- Јохана Бајстајнер, класични гитариста (рођена 1976).
- Албан Берг, композитор, 1885-1935, рођен у Бечу.
- Валтер Бери, бас-баритон, 1929-2000.
- Карл Бум, диригент, 1894-1981.
- Норберт Браинин, виолиниста.
- Алфред Брендел, пијаниста, рођен 1931.
- Антон Брукнер, композитор, 1824-1896.

В
- Јозеф Вагнер, композитор (познат по војним маршевима).
- Штефан Вебер, главни вокал бенда Drahdiwaberl.
- Антон Веберн, композитор, 1883-1945.
- Феликс Вајнгартнер, диригент, композитор, пијаниста.
- Егон Јозеф Велес, композитор (ученик Арнолда Шенберга).
- Франц Велзер-Мест, диригент (рођен 1960).
- Хуго Волф, композитор (словеначко порекло).
- Петер Волф, продуцент.
- Кончита Вурст, певач/ица, добитница награде за песму Евровизије 2014.

Г
- Бернхард Гал, композитор и уметник.
- Ернест Голд, композитор 20. века (добитник награде Оскара).
- Франц Грубер, композитор песме "Тиха ноћ".
- Герхард Грубер, пијаниста и композитор.
- Хајнц Карл Грубер, композитор, (1943).
- Фридрих Гулда, пијаниста и композитор, рођен 1930. године у Бечу.

Д
- Јохан Непомук Давид, композитор 1895-1977.
- Антон Диабели, издавач, уредник и композитор.
- Волфганг Диметрик, класични хармоникаш.
- Карл Дитерс фон Дитерсдорф, композитор, 1739-1799.
- Нико Достал, композитор.

Ђ
Е
- Карлхајнц Есл, композитор и електронски музичар, рођен 1960.

Ж
З
- Франц фон Зупе, композитор (рођен у Сплиту, Аустријско царство), 1819-1895.
- Џо Завинул, џез музичар, композитор, рођен у Бечу (1932—2007).
- Ерих Зајсл, модернистички композитор (1905—1959).
- Александар фон Землински, композитор и диригент 1871-1942.

И
Ј
- Ханс Јелинек, композитор (познат и под именом Ханс Елин).
- Удо Јиргенс, певач и композитор.
- Валтер Јурман, композитор.

К
- Амалија Карнери (1875—1943), сопран оперска певачица из Пољске.
- Франц Калчмајр, оперски певач (рођен 1939).
- Херберт фон Карајан, диригент, 1908-1989.
- Карлос Клајбер, диригент, син Ериха Клајбера, 1930-2004.
- Ерих Клајбер, диригент, 1890-1956.
- Ерих Волфганг Корнголд, композитор (рођен у Брну, Аустрија-Мађарска).
- Фриц Крајслер, виолиниста и композитор.
- Ернст Кренек, композитор 1900-1991.
- Крудер & Дорфмајстер, дует ДЈ и продуцент.

Л
- Бил Леб, оснивач бенда Front Line Assembly. Рођен у Бечу, али тренутно живи у Ванкуверу, Канада.
- Ђерђ Лигети, композитор (рођен у Мађарској, држављанин Аустрије), 1923-2006.
- Франц Лист, композитор (рођен у Рајдингу, тада у Мађарској, сада у Аустрији).

Љ
М
- Густав Малер, композитор, диригент 1860-1911.
- Јохан Каспар Мерц, гитариста и композитор, 1806-1856.
- Феликс Мотл, диригент и композитор, 1856-1911.
- Волфганг Амадеус Моцарт, композитор и музичар, рођен у Салцбургу (1756—1791).

Н
Њ
О
- Опус, рок бенд.

П
- Помасл, електронски музичар, сниматељ и ДЈ.

Р
- Емил фон Резничек, композитор (преминуо 1945).
- Марцел Рубин, композитор (1905—1995).

С
Т
- Фон Трап, породица познатих народних музичких вокалиста и Аншлус избеглице 1938. и главне теме два немачког филма из 1950. године, Трап Породица (1956) и његов наставак Трап Породица у Америци (1958), од којих је први премијерно приказан у САД 1961. и 1965. године и мјузикал „The Sound of Music“.

Ћ
У
Ф
- Фалко (1957—1998), поп музичар.
- Кристиан Фенес, електронски музичар.
- Рудолф Фицнер, виолиниста и професор музике.
- Герхард Фридле, познат по сценском називу ДЈ Утзи, плесном поп музику и ДЈ-у.
- Роберт Фукс, композитор и музички научник.
- Јохан Фук, композитор 1660-1741.
- Јохан Михаел Фогл, баритон.

Х
- Георг Фридрих Хас, композитор савремене класичне музике.
- Јозеф Матијас Хауер, композитор и музички теоретичар.
- Јозеф Хајдн, аутор композиције "Боже чувај цара Фрању" која је сада немачка химна.
- Михаел Хајдн, композитор (млађи брат Јозефа Хајдна).
- Ханси Хинтерсер, певач, глумац, забављач и бивши алпски скијаш.
- Франц Антон Хофмајстер, композитор 1754-1812.
- Роман Хофштетер, композитор.
- Волфганг Холцмајр, баритон.

Ц
- Фридрих Церха, композитор и диригент, рођен 1926.

Ч
- Карл Черни, пијаниста и композитор

Џ
Ш
- Рајнхард Фендрих, певач.
- Паул Бадура-Шкода, пијаниста (рођен 1927).
- Франц Шмит, композитор, 1874-1939.
- Арнолд Шенберг, композитор, 1874-1951.
- Франц Шуберт, композитор и музичар, 1797-1828.
- Макс Штајнер, композитор (рођен у Бечу), 1888-1971.
- Јохан Штраус Старији, композитор 1809-1849.
- Јохан Штраус Млађи, композитор 1825-1899.
- Јозеф Штраус, композитор 1827-1870.
- Хајнц Штробл, композитор и уметник, познат по имену Гандалф.
- Хеди Штадлен, музиколог, 1916-2004.

## Музичке организације са седиштем у Аустрији

### Артариа
Артариа је једна од најважнијих музичких издавачких кућа са краја 18. и 19. века. Основана у 18. веку у Бечу, компанија је повезана са многим водећим именима класичне ере. Артариа је основана 1770. године као издавачка кућа за уметност и мапе од стране Карла Артарија (1747—1808) у Бечу, тада главном граду Хабзбуршке монархије. Почевши од 1793. године, Артариа је објавила неколико раних радова Лудвига ван Бетовена, све до горког спора око издавачких права Бетовенове композиције, који је кулминирао у судском предмету од 1803. до 1805. године.

### Институт Елиете и Херберт фон Карајан
Елиете фон Карајан је 1995. године основала Институт Елиете и Херберт фон Карајан како би промовисала уметничко наслеђе њеног покојног супруга, диригента, режисера опере и филмског ствараоца Херберта фон Карајана. Институт се налази у Салцбургу, месту рођења Херберта Фон Карајана. Његова примарна област је управљање музичким наслеђем и различитим брендовима повезаним са Хербертом фон Карајаном. Институт сарађује са Универзитетом за музику и извођачке уметности Грац, Моцартеум универзитетом у Салцбургу, МИТ-ом и Универзитетом Харвард.

### Друштво сарадника
Друштво сарадника било је удружење племићких љубитеља музике у Бечу, а основао га је Барон Готфрајд ван Свитен 1786. године. Друштво је спонзорисало концерте, често оживљавајући музику из прошлости, а такође је радило и на развијању нових радова.

### Друштво пријатеља музике
Друштво пријатеља музике познато и као Музичка асоцијација, основао га је 1812. године Јозеф Сонлајтнер, генерални секретар Судског театра у Бечу, Аустрија.

### Го ТВ
Го ТВ је 24-часовни музички и анимацијски канал са седиштем у Бечу, Аустрија. Канал је покренут 1. октобра 2002. Циљна публике канала су становници Аустрије, али је такође доступан широм Европе.

### Међународно друштво чилеанске музике
Међународно друштво за чилеанску музику (СИМУЦ) је непрофитна организација која промовише чилеанску уметничку музику, музичаре и музикологе на међународном нивоу.

### Друштво за приватне музичке представе
Друштво за приватне музичке представе била је организација основана у Бечу у јесен 1918. године од стране Арнолда Шенберга са намером да креира пробе и разумљиве перформансе новопостављене музике доступне истински заинтересованим члановима музичке јавности.

### Друштво музичара
Друштво музичара је било добронамерно друштво за музичаре у Бечу, које је трајало од средине 18. века до средине 20. века. Његова сврха била је "подршка пензионисаним музичарима и њиховим породицама". Почевши од 1772. године, Друштво је поставило низ бенефитних концерата, често са великим извођачима, на којима су радили водећи композитори класичног периода, међу којима су Јозеф Хајдн, Волфганг Амадеус Моцарт и Лудвиг ван Бетовен.

### Бечка симфонијска библиотека
Бечка симфонијска библиотека пружа виртуелне инструменте и дигиталну рекреацију акустике познатих концертних дворана као што су Концертхаус и Гросе Зендесал у радиодифузној кући аустријског јавног радија ОРФ, како у Бечу, тако и у дворани Сејџ Гејтсхед у Енглеској. Компанија је основана у Бечу октобра 2000. године од стране Херберта Туцмандла.

## Аустријске оперске компаније

### Нова Бечка опера
Нова Бечка опера је аустријска оперска компанија са седиштем у Бечу. Инсајт Гајдс наводи њу и Бечку „џепну“ оперу као "две независне групе које изводе искључиво оперу из 20. и 21. века".

### Бечка Народна опера
Бечка Народна опера је велика оперска кућа у Бечу, у Аустрији. При годишњој сезони одржава се око три стотине представа двадесет пет продукција немачког језика. Сезона траје од септембра до јуна.

### Бечка комора
Бечка комора је оперско позориште и оперска компанија коју је основао диригент Ханс Габор. Већ 1948. године покренуо је "Бечки оперски студио" - компанију која нема сопствени театар. Ново име компаније, "Бечка комора", подсећа на камерну музику и друштво, изводи се у интимном окружењу и први пут се званично користило 1953. године.

### Бечка „џепна“ опера
Бечка „џепна“ опера је аустријска оперска компанија са седиштем у Бечу. Инсајт Гајдс наводи их и Нова Опера Беч као "две независне групе које изводе искључиво оперу из 20. и 21. века".

### Бечка државна опера
Бечка државна опера је најважнија оперска установа у Бечу и једна од најпознатијих оперских кућа на свету. Чланови Бечке филхармоније су регрутовани из оркестра.

### Бечка филхармонија
Бечка филхармонија основана 1842. године је оркестар који се сматра једним од најпрефињенијим на свету. Бечка филхармонија се налази на Музикверајну у Бечу, у Аустрији. Њени чланови бирају се из оркестра Бечке државне опере. Избор подразумева дуготрајан процес, при чему сваки музичар демонстрира своју способност минимум трогодишњи перформанс и балет. Након овог пробног периода, музичар може се пријавити одбору Бечке филхармоније за позицију у оркестру.

## Аустријски сребрни новчић Бечка филхармонија
Аустријски сребрни новчић Бечка филхармонија је сребрни новчић који се годишње произведи у аустријској ковници новца. Почевши од 2008. године, то је сада највећи ковани и најпознатији сребрени новчић из Европе. Продаје се као масовно произведени инвестициони новчић и продато је преко 54 милиона новчића током петогодишњег периода од 2008. до 2012. године. Монета је законско средство у Аустрији са номиналном вредношћу од 1,50 евра.